# Fernando Llorente
Fernando Llorente Torres, [ferˈnando ʎoˈɾente ˈtores] född 26 februari 1985 i Pamplona, Navarra, är en före detta spansk fotbollsspelare som spelade senast för Eibar som central anfallare.

## Karriär
Den 2 september 2019 värvades Llorente av Napoli. De 27 januari 2021 värvades Llorente av Udinese, där han skrev på ett 1,5-årskontrakt.
I oktober 2021 värvades Llorente av Eibar, där han skrev på ett kontrakt över säsongen.

## Meriter
Spanien
- EM-Guld 2008
- VM-Guld 2010
- EM-Guld 2012